# 奥斯顿·特拉斯蒂
奥斯顿·利瓦伊-杰赛亚·特拉斯蒂（英語：Auston Levi-Jesaiah Trusty，1998年8月12日—）是一名美國足球運動員，司職後衛，現效力於蘇超球會些路迪。

## 球會生涯

### 費城聯
2016年，特拉斯蒂入加美職球會費城聯的附屬預備隊球會伯利恆鋼鐵。他的合約允許他同時代表北卡羅萊納州大學焦油腳男子足球隊參加大學足球聯賽。2016年4月10日，他首次代表伯利恆鋼鐵上場參加對紐約紅牛二隊，最終以4-0戰敗。他共效力伯利恆鋼鐵兩個賽季，期間共上場44次。
2016年8月10日，他以青訓球員身份與費城聯簽約加盟，這次他選擇不繼續代表焦油腳隊參賽。他首次上場要待至2018年3月3日對新英格蘭革命的比賽。在美職聯首個賽季，特拉斯蒂參加了所有聯賽並踢足90分鐘，而球隊亦在東岸以第6名完成聯賽。9月15日對蒙特利爾的比賽，他打進首顆職業進球，但無助球隊以4-1落敗。

### 科罗拉多急流
2019年11月20日，他被交易至科罗拉多急流使球隊獲得75萬美元收入，是次轉會另有球員表現費及將來轉會分成給費城聯的條文。2020年7月17日，他在美職聯回歸盃對堪薩斯城體育會以替補身份首次上場，同年12月16日他與球會續約至2023賽季。

### 阿森納
2022年1月31日，他轉會至英超球會阿森纳，但回繼續借用回科罗拉多急流至7月17日。7月5日他踢了最後一場在急流的比賽後便回到英格蘭，之後立即被外借到英冠球會伯明翰至季末。

## 國家隊生涯
特拉斯蒂在2017年5月17日代表美國U20參加2017年國際足協U-20世界盃，並在6月1日對新西蘭的比賽打進1球，使球隊以6-0大勝。2018年12月，他首次入選美國國家男子足球隊參加2019年1月舉行的訓練營。

## 榮譽
美國U20
- 中北美洲及加勒比海足協U-20錦標賽：2017[17]

美國國家隊
- 中北美洲及加勒比海國家聯賽冠軍 : 2022–23[18]

### 個人
- 伯明翰年度最佳球員 : 2022–23[19]